# 中村カンコ
中村 カンコ（なかむら カンコ、5月19日 - ）は、日本の漫画家・イラストレーター。女性。血液型はAB型。大阪府出身、千葉県在住。

## 来歴
2006年、『Comic REX』8月号（一迅社）の「王国ホテルへようこそ」でデビュー。
一般向け商業誌である双葉社『月刊アクション』での連載のほか、茜新社『COMIC LO』に単話配信の成人向け漫画も描いている。
『うちのメイドがウザすぎる!』は小学女児ミーシャと幼女好き家政婦が繰り広げるホームコメディで、もとは『ピュア百合アンソロジー ひらり、』（新書館）に掲載された『つばくま!』を『月刊アクション』（双葉社）に連載移籍した際にタイトルを変更したもの。2018年に太田雅彦監督によりTVアニメ化された。
同人サークル「オテント丸」で同人誌活動も行なっていたが、現在は休止中。かつてゲームメーカーに勤めていた。

## 作品リスト

### 一般向け漫画
- 有限会社ベンリー（一迅社『まんが4コマぱれっと』連載 VOL.1（創刊号） - 2008年3月号、〈4コマKINGS ぱれっとコミックス〉、全1巻）
  1. 2008年7月22日発売[10]、ISBN 978-4-758-08017-0
- しょーがくせれぶ（双葉社『週刊漫画アクション』連載 2011年17号 - 2013年12号、『まんがタウン』連載 2013年8月号 - 2014年6月号、〈アクションコミックス〉、全2巻）
  1. 2013年2月27日発売[11]、ISBN 978-4-575-94376-4
  2. 2014年8月28日発売[12]、ISBN 978-4-575-94422-8
- うちのメイドがウザすぎる![注 2]（双葉社『月刊アクション』2016年10月号 - 2023年3月号[13]、全10巻）
  - つばくま!（新書館『ピュア百合アンソロジー ひらり、』 2013 Winter, Vol.12[14] - 2014 Spring, Vol.13[15]）
- ゆりゆりぱにっく～尊すぎる事案が発生しています!～（双葉社『webアクション』連載 2024年9月6日[16] - 連載中、既刊1巻）

### 成人向け漫画
- ミシェルちゃんのれもねーど（『COMIC LO』2011年5月号[17][18]）
- 筆子さんの肖像 （『COMIC LO』2012年5月号[19]）
- 幼女型放尿アンドロイドC.C（『COMIC LO』2012年12月号[20]）
- いんぴお!（『COMIC LO』2013年12月号[21][22]）
- イキしょん!（『COMIC LO』2017年4月号[23][24]）

### アンソロジー
- うちのメイドがウザすぎる! 公式アンソロジー（2018年11月12日発売[25]、双葉社〈アクションコミックス〉、ISBN 978-4-575-85230-1）

他、ゲームアンソロジー多数

### イラスト
- クイーンズゲイト（2009年、原作：ニトロプラス、企画：『ホビージャパン』、著：沖田栄次、学研プラス〈メガミ文庫〉、全3巻）
- うちのメイドはなんでもできる。―私の可愛すぎるご主人様―（2021年3月17日発売[26]、著：わかつきひかる、フランス書院〈美少女文庫〉、ISBN 978-4-82962-134-9）